# Molisol

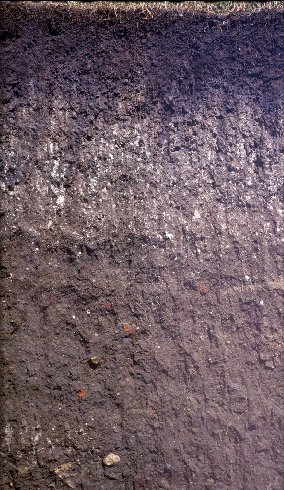
Perfil de un molisol.

El molisol o mollisol es un orden de suelos en el sistema de Taxonomía de suelos. Se forma en áreas semiáridas a semihúmedas, típicamente bajo una cobertura de pastizales, y se halla mayormente en latitudes de la banda de 50 º N y S del Ecuador, centro de Argentina, sur de Brasil, sudeste de Australia y Sudáfrica. 
Su material parental es generalmente calcita, loess, o areniscas, fundamentalmente movidos por el viento. Los procesos principales que coadyuvan a la formación de molisoles de praderas son: melanización, descomposición, humificación y pedoperturbación.

## Descripción
Los molisoles son típicamente suelos de los ecosistemas de pastizales. Se caracterizan por un horizonte superficial oscuro y de considerable espesor. Este horizonte superficial fértil es conocido como epipedón mólico, cuyas características son resultado de la adición de materiales orgánicos derivados de raíces y biomasa de origen vegetal a través del tiempo.
Los molisoles son los suelos agrícolas más importantes y productivos del mundo y se utilizan para este propósito. Se han desarrollado principalmente en las latitudes medias y con mayor presencia en las regiones con praderas, como las Grandes Llanuras de los Estados Unidos o las región pampeana en Argentina. A nivel mundial, ocupan alrededor del 7,0% de la superficie terrestre libre de hielo. En los Estados Unidos, ocupan el área de suelo más ampliamente presente, alrededor de 21,5% de la superficie terrestre.
En su estado original, la capa superficial conocida como Horizonte A presenta un espesor de entre 60 a 80 cm, con un importante porcentaje de materia orgánica, típicamente entre el 4 y el 6%. Este horizonte superficial fértil, conocido como epipedón mólico, es el resultado de la adición a largo plazo de materiales orgánicos derivados de raíces de plantas y biomasa superficial. En ciertos suelos molisoles existe arcilla en el Horizonte B proveniente de la interacción del suelo con el agua en zonas con ciertos regímenes de lluvias, que a través de la historia evolutiva de estos suelos causaron la erosión de la roca madre y formaron el Horizonte B. El suelo presenta estructura granular suave. En 2003 se estimó que entre el 14 y 26% de los ecosistemas de pastizales todavía se mantenía en un estado relativamente natural (es decir, que no se habían utilizado para la agricultura debido a la fertilidad del horizonte A). Debido a su productividad y abundancia, los molisoles representan uno de los órdenes de suelos más importantes en términos económicos.

## Taxonomía de suelos
Considerando que todos los otros órdenes de suelo que se conocen hoy en día existían durante el período Carbonífero, en la era de hielo que se produjo hace unos 280 millones de años, los molisoles no se conocen a partir de un registro paleopedológico más temprano que el Eoceno. Su desarrollo está muy estrechamente relacionado con la refrigeración y el secado del cambio climático que se produjo durante el Oligoceno, el Mioceno y el Plioceno.
El concepto central de molisoles es que los suelos tienen un horizonte oscuro superficial. Casi todos tienen un epipedón mólico. Muchos también tienen un horizonte argílico o nátrico o un horizonte cálcico. Algunos tienen un horizonte álbico. Algunos también tienen un duripán o un horizonte petrocálico.

### Subórdenes
Alboles — suelos mojados; régimen de humedad de suelo ácuico con horizonte eluvial.
Aquoles — suelos mojados; régimen de humedad de suelo ácuico.
Crioles — clima frío; régimen de temperatura de suelo frígido o críico.
Geloles — clima muy frío; temperatura media anual del suelo <0 °C.
Rendoles — material parental cálcico.
Udoles — clima húmedo; régimen de humedad údico.
Ustoles — clima subhúmedo; régimen de humedad ústico.
Xeroles — clima mediterráneo; régimen de humedad xérico.
Hay suelos que se encuentran en la mayoría de los lugares manera similar a los molisoles, pero que contienen en continuo o discontinuo permafrost y, en consecuencia, se ven afectados por la crioturbación, siendo comunes en las mesetas de alta montaña del Tíbet y la Comunidad Andina del altiplano. Estos suelos se conocen como gelisoles Molliturbel o gelisoles Mollorthel, y proporcionan las mejores tierras de pastoreo en climas fríos, ya que no son ácidos, como muchos otros suelos de climas helados.
Otros suelos que tienen un epipedón mólico se clasifican como vertisoles, donde la presencia de características de alta reducción a la inflamación y el contenido de arcilla relativamente alto tienen prioridad sobre el epipedón mólico. Estas tierras son especialmente comunes es parte de Brasil, en la cuenca del río Paraná, donde hay precipitación abundante y una errática pero extensa deposición de arcilla rica en minerales. Los epipedones mólicos también se producen en algunos Andisoles, pero las propiedades ándicas tienen prioridad.
En la World Reference Base for Soil Resources (WRB), los molisoles se separan en Chernozem, Kastanozem y Phaeozem. Los molisoles someros o ricos en fragmentos gruesos pertenecen a los leptosoles, mientras que muchos aquoles son gleysoles, stagnosoles o planosoles. Por su parte, los molisoles con un horizonte nátrico pertenecen a los solonetz.